# (466210) 2012 QL46
(466210) 2012 QL46 es un asteroide perteneciente al cinturón de asteroides, descubierto el 10 de septiembre de 2007 por el equipo Spacewatch desde el Observatorio Nacional de Kitt Peak (Arizona, Estados Unidos).